# (100191) 1994 CX5
(100191) 1994 CX5 es un asteroide perteneciente al cinturón de asteroides, descubierto el 11 de febrero de 1994 por el equipo del Spacewatch desde el Observatorio Nacional de Kitt Peak, Arizona, Estados Unidos.